# أوغستوس بيري بلوكسم (ضابط)
أوغستوس بيري بلوكسم من مواليد 7 نوفمبر 1854، وتُوفي في 26 يوليو 1931 هو بالجيش الأمريكي، عمل كجنرال أثناء الحرب العالمية الأولى.

## حياته المُبكرة
وُلد أوغستوس في 7 نوفمبر 1854 في زانسفيل بولاية أوهايو. والتحق بالأكاديمية العسكرية الأمريكية وتخرّج في الفصل الدراسي لعام 1877.

## مهنته العسكرية
كُلّف أوغستوس كملازم ثان في سلاح الفرسان في 15 يونيو عام 1877. ترقّى بعد ذلك إلى رتبة ملازم أول في آش كريك بولاية أريزونا يوم 7 مايو 1880. ثم خدم في حملات ضد الأباتشي في ولاية أريزونا والتي شملت القيام بدوريات في حدود أريزونا-نيو مكسيكو، وفي حملة سيوكس لعام 1890 و1891.
أُصيب خلال الحرب الإسبانية الأمريكية أثناء معركة سان خوان هيل، كما عمل من عام 1900 إلى عام 1902 في الفلبين
اتهم أوغستوس الذي كان في رتبة رائد بالتحقيق في غارة براونزفيل لعام 1906 وذكر أن الجنود المجندين هناك كانوا غير متعاونين في تحقيقه. كما أفاد أنه لم يتم تحديد هوية إيجابية للمغتربين وأن التوترات في المجتمع كانت عالية.
قاد سربًا من سلاح الفرسان السادس أثناء بعثة الإغاثة الصينية.
تمت ترقيته إلى رتبة لواء أركان حرب جنرال في 5 أغسطس 1917، وكان قائدًا للمعسكر حتى 18 أبريل 1918.
تقاعد في 7 نوفمبر 1918.

## الجوائز
حصل أوغستوس على اثنين من وسام النجمة الفضية.

## وفاته وإرثه
تقاعد أوغستوس في ميامي بولاية فلوريدا حيث تُوفي في 26 يوليو عام 1931. دُفن في مقبرة أرلينغتون الوطنية بالقسم السابع، ضريح رقم 8005.

## فهارس
- Davis Jr.، Henry Blaine (1998). Generals in Khaki. Pentland Press, Inc. ISBN:1571970886. OCLC:40298151.
- Morris، Edmund (2001). Theodore Rex. Random House. ISBN:9780394555096. مؤرشف من الأصل في 2023-11-09.
- Trapp، Dan L. (1964). Al Sieber: Chief of Scouts. University of Oklahoma Press. OCLC:5207593. مؤرشف من الأصل في 2023-11-08.
- Tucker، Spencer (2013). Almanac of American Military History. Santa Barbara, CA: ABC-CLIO. ISBN:9781598845303. مؤرشف من الأصل في 2023-11-08.